# آرامگاه سلطنتی هیونریونگ
آرامگاه سلطنتی هیونریونگ (به کره‌ای: 현릉왕릉)؛ آرامگاهی است که در روستای هه‌سونگ در که‌سونگ، کره شمالی واقع شده است. این آرامگاه متعلق به پادشاه ته‌جو بنیانگذار پادشاهی گوریو است که نام معبدی «ته‌جو» را دریافت کرد و نخستین پادشاهی بود که پس از مطیع کردن دولت‌های جنوبی شیلا و باکجه، کل شبه‌جزیره کره را یکپارچه کرد. ساخت آرامگاه پس از مرگ پادشاه در سال ۹۴۳ میلادی آغاز شد. با این وجود، تا پایان استعمار ژاپن بر کره چیز زیادی از آرامگاه اصلی باقی نمانده بود، که به دلیل متروکه شدن و غارت توسط نیروهای ژاپنی رو به وخامت گذاشته بود. این آرامگاه در سال ۱۹۹۴ به شدت بازسازی شد و تمام ساختمان‌ها و مجسمه‌های اصلی آن به منظور انجام «مرمت» آن، تخریب شدند. این مکان برای ثبت در فهرست میراث جهانی نامزد شده است. این مکان از سال ۲۰۱۳ به رسمیت شناخته شد.